# Río Tocuyo (Venezuela)
Pour les articles homonymes, voir Tocuyo et Rio Tocuyo.
Río Tocuyo est la capitale de la paroisse civile de Camacaro de la municipalité de Torres de l'État de Lara au Venezuela. 